# Bujny Szlacheckie
Bujny Szlacheckie – wieś w Polsce położona w województwie łódzkim, w powiecie bełchatowskim, w gminie Zelów.
Do 1954 roku istniała gmina Bujny Szlacheckie. W latach 1954–1972 wieś należała i była siedzibą władz gromady Bujny Szlacheckie. W latach 1975–1998 miejscowość administracyjnie należała do województwa piotrkowskiego.
Przez miejscowość przepływa rzeka Pilsia, dopływ Widawki.

## Zabytki
Według rejestru zabytków Narodowego Instytutu Dziedzictwa na listę zabytków wpisany jest obiekt:
- wiatrak, 1 poł. XIX w., nr rej.: 989-XV-4 z 26.03.1960 (nie istnieje?)